# Bytom Odrzański
Bytom Odrzański (tuż po wojnie Białobrzezie, wymowaⓘ; niem. Beuthen an der Oder) – miasto w zachodniej Polsce,  w województwie lubuskim w powiecie nowosolskim, siedziba gminy Bytom Odrzański. Położone jest 22 km na zachód od Głogowa i 12 km na wschód od Nowej Soli.
Pod względem historycznym Bytom Odrzański leży w północnej części Dolnego Śląska.
W latach 1975–1998 miasto należało administracyjnie do województwa zielonogórskiego.

## Geografia
Miasto leży na lewym, silnie zanieczyszczonym na tym odcinku, brzegu Odry (Środkowe Nadodrze) w obrębie Pradoliny Barycko-Głogowskiej (na jej skraju). Ok. 6 km na południe od miasta znajdują się Wzgórza Dalkowskie.

## Nazwa
Nazwa miejscowości wywodzi się od polskiej, potocznej nazwy egzystencji - bytu określającej miejsce do życia. Niemiecki językoznawca Heinrich Adamy swoim dziele o nazwach miejscowości na Śląsku wydanym w 1888 roku we Wrocławiu wymienia jako najwcześniejsze zanotowane nazwy miejscowości w dokumencie z 1109 roku Bytom oraz Butum podając ich znaczenie „Wohnsitz, Niederlassung” czyli po polsku „miejsce bytowania, osadnictwa”.
Miejscowość w obecnej formie Bytom we fragmencie castrum Bytom (pol. gród Bytom) notuje Gall Anonim w swojej Kronice polskiej spisanej w latach 1112–1116.
Nazwę miejscowości w zlatynizowanej formie Bitom wielokrotnie notuje spisana po łacinie w latach 1269–1273 Księga henrykowska. W księdze łacińskiej Liber fundationis episcopatus Vratislaviensis (pol. Księga uposażeń biskupstwa wrocławskiego) spisanej za czasów biskupa Henryka z Wierzbna w latach 1295–1305 miejscowość wymieniona jest w zlatynizowanej formie Bythom. W roku 1613 śląski regionalista i historyk Mikołaj Henel z Prudnika wymienił miejscowość w swoim dziele o geografii Śląska pt. Silesiographia podając jej łacińskie nazwy: Beuthena, Bythonia.

## Historia

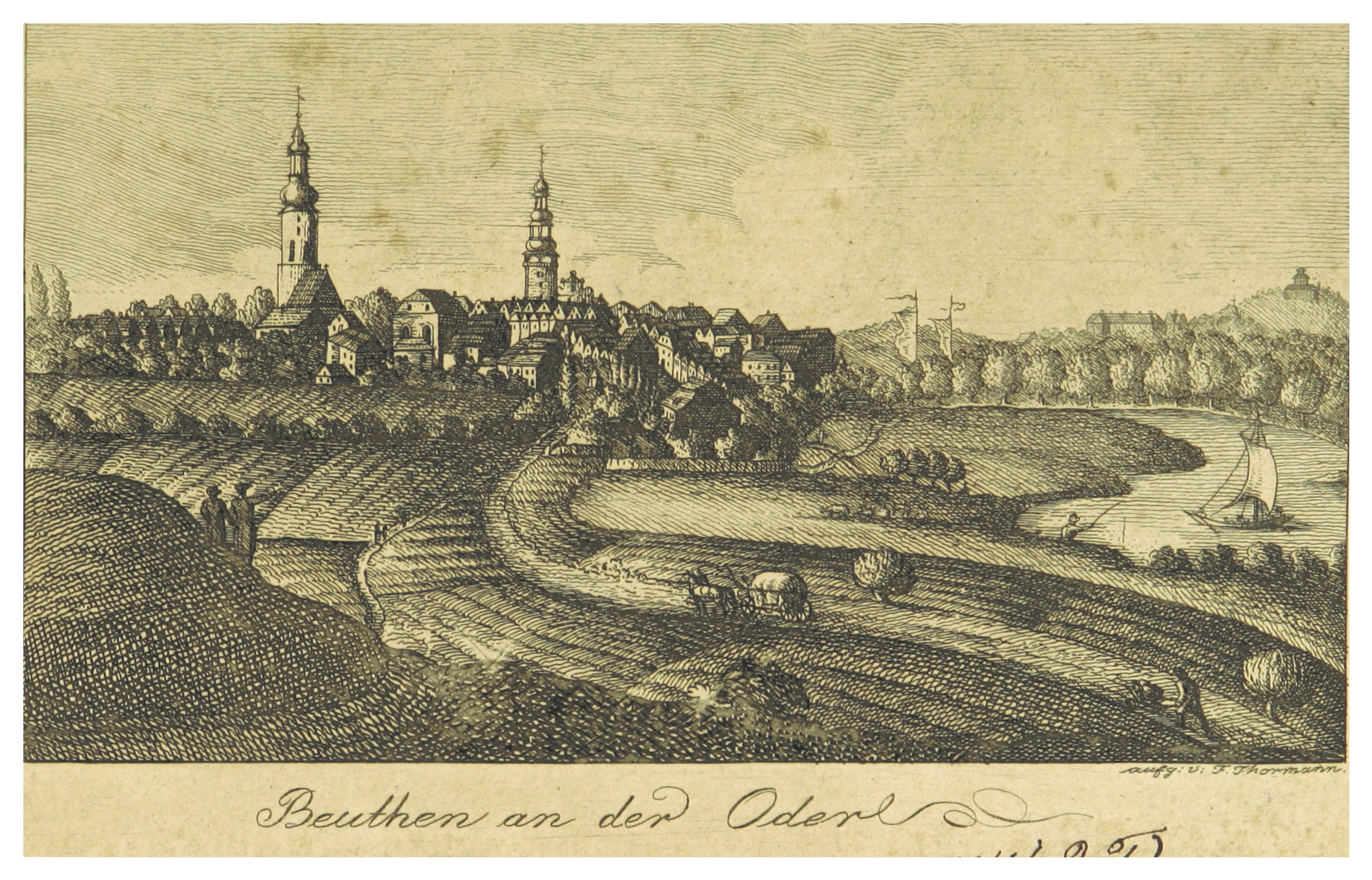
Bytom Odrzański, (1819 r.)

Średniowieczny gród słowiański znany z obrony przed wojskami niemieckimi cesarza Henryka V Salickiego w 1109 roku (idącego wówczas na Głogów) wymienia w swoich kronikach Gall Anonim.

(...) A gdy chciał ze sprawionymi szykami wyminąć gród Bytom, jako niemożliwy do zdobycia ze względu na obwarowania i naturalne położenie wśród opływających go wód i oblegających moczar i bagien, niektórzy słynniejsi z jego rycerzy zboczyli pod gród, pragnąc okazać w Polsce swą cnotę rycerską, a wypróbować siły i odwagę Polaków. A grodzianie, otwarłszy bramy, wyszli naprzeciw z dobytymi mieczami, nie obawiając się ani mnogości różnorodnych wojsk, ani napastliwości Niemców, ani obecności samego cesarza, lecz czołowo stawiając im odważny i mężny opór. Widząc to cesarz niesłychanie się zdumiał, że tak ludzie bez zbroi ochronnej walczyli gołymi mieczami przeciw tarczownikom, a tarczownicy przeciw pancernym, spiesząc tak ochoczo do walki jakoby na biesiadę. Wtedy jakoby rozgniewany na zakusy swoich rycerzy cesarz posłał tam kuszników i łuczników, aby przynajmniej przed ich groźbą grodzianie ustąpili i cofnęli się do grodu. Ale Polacy na pociski i strzały zewsząd lecące tyle zwracali uwagi co na śnieg lub na krople deszczu. Tam też cesarz po raz pierwszy przekonał się o odwadze Polaków, bo nie wszyscy jego rycerze wyszli cało z tej walki. (...)

W 1157 roku gród został spalony przez wycofujące się przed Niemcami wojska polskie. Prawa miejskie miasto uzyskało około połowy XIII wieku. W latach 1289–1504 Bytom należał do Piastów śląskich. Od 1331 roku znalazł się pod zwierzchnictwem Czech.
W 1469 roku miasto przeszło w ręce prywatnych właścicieli. Nabywcą był ród rycerski Glaubitzów. W latach 1526–1561 właścicielami miasta byli Rechenbergowie. Od 1561 roku miasto należało do rodziny Schönaichów. Pod rządami Habsburgów, od 1526 roku, następuje rozkwit miasta - największy w latach 1580–1618, za panowania Fabiana i Jerzego von Schönaich. W latach 1601–1628 działało tutaj znane w Europie kalwińskie gimnazjum akademickie z prawem nadawania tytułów bakałarza i magistra - tzw. „Schönaichianum”. Około roku 1615–1618 w Bytomiu działała drukarnia, aczkolwiek zachowało się niewiele jej publikacji.

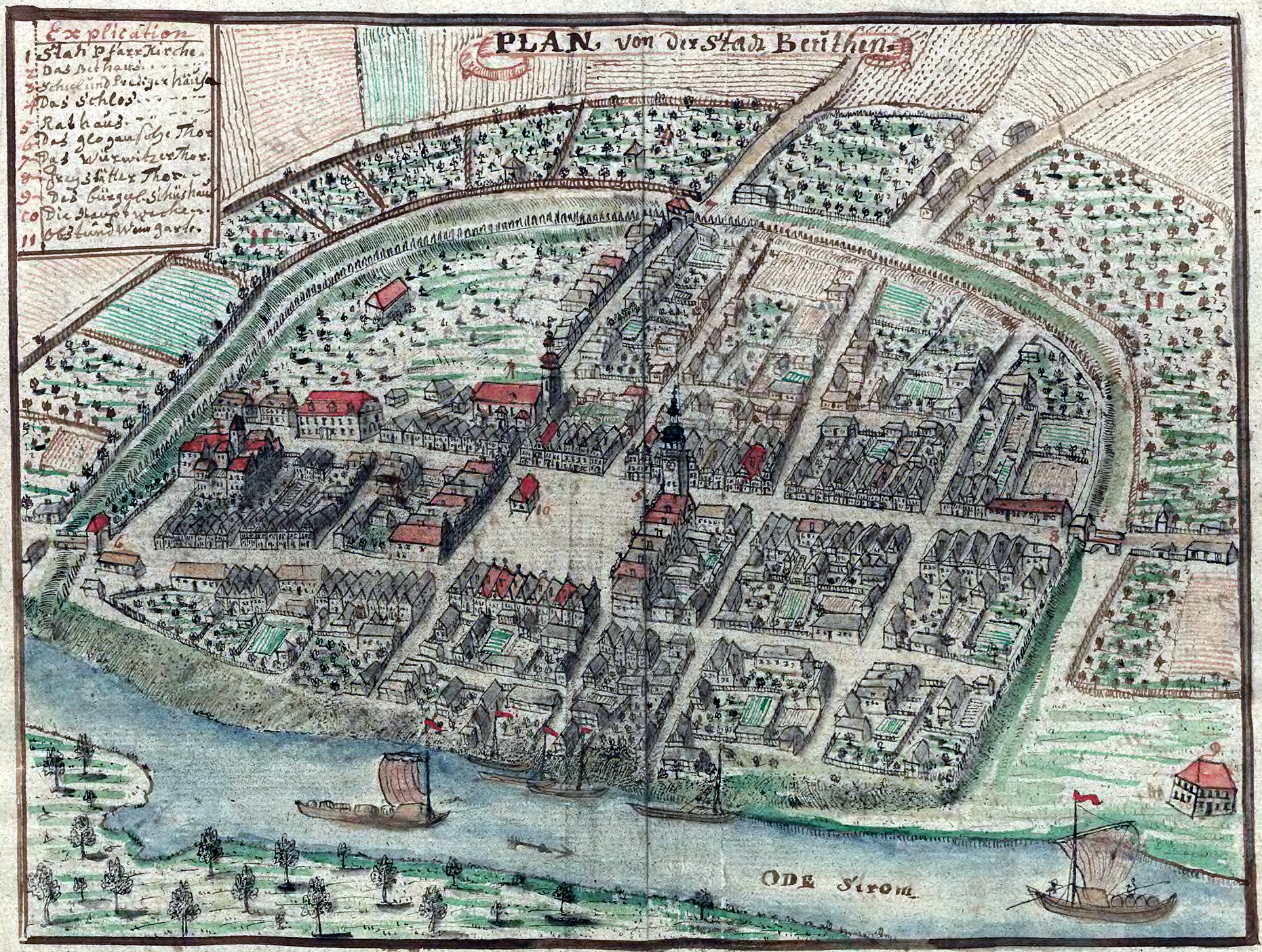
Bytom Odrzański w XVIII wieku

Od 1742 roku miasto należało do Prus. W XIX wieku posiadało kanalizację i wodociągi.
13 lutego 1945 roku miasto zostało zajęte przez wojska radzieckie. Poważnie zniszczone miasto przejęła wkrótce administracja polska. Dotychczasowi mieszkańcy zostali wysiedleni do Niemiec i zastąpieni polskimi osadnikami.
4 czerwca 1988 roku na przejeździe kolejowo-drogowym pod Bytomiem miała miejsce tragiczna katastrofa drogowo-kolejowa – wojskowa ciężarówka marki Star 66, wioząca trzynastu żołnierzy do prac melioracyjnych na pobliskich łąkach wjechała (z winy kierowcy) pod pociąg jadący z prędkością 70 km/h. W wyniku zderzenia eksplodowały kanistry z benzyną wiezione w wozie wojskowym. Na miejscu zginęło 5 osób, kolejnych pięć zmarło po przewiezieniu do szpitali.
Obecnie mieszkańcy osiągają dochody głównie z przemysłu oraz usług. Nieopodal znajdują się huty oraz kopalnie miedzi należące do KGHM. W mieście znajdują się zakłady z branży metalowej oraz meblowej. Co roku odbywa się tu Festiwal Twórczości Muzycznej Niewidomych oraz Flis Odrzański.

## Zabytki

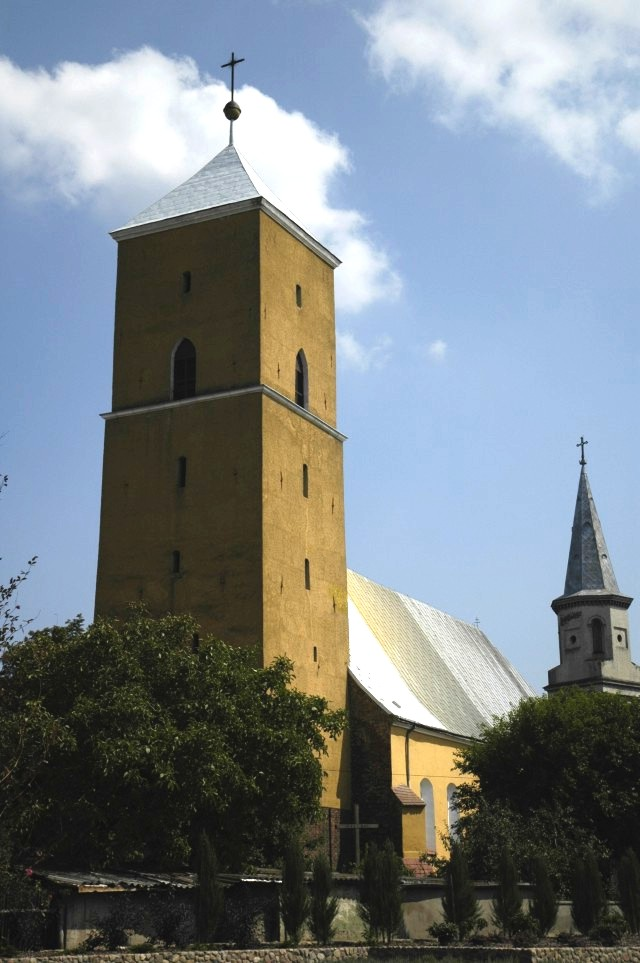
Kościół św. Hieronima

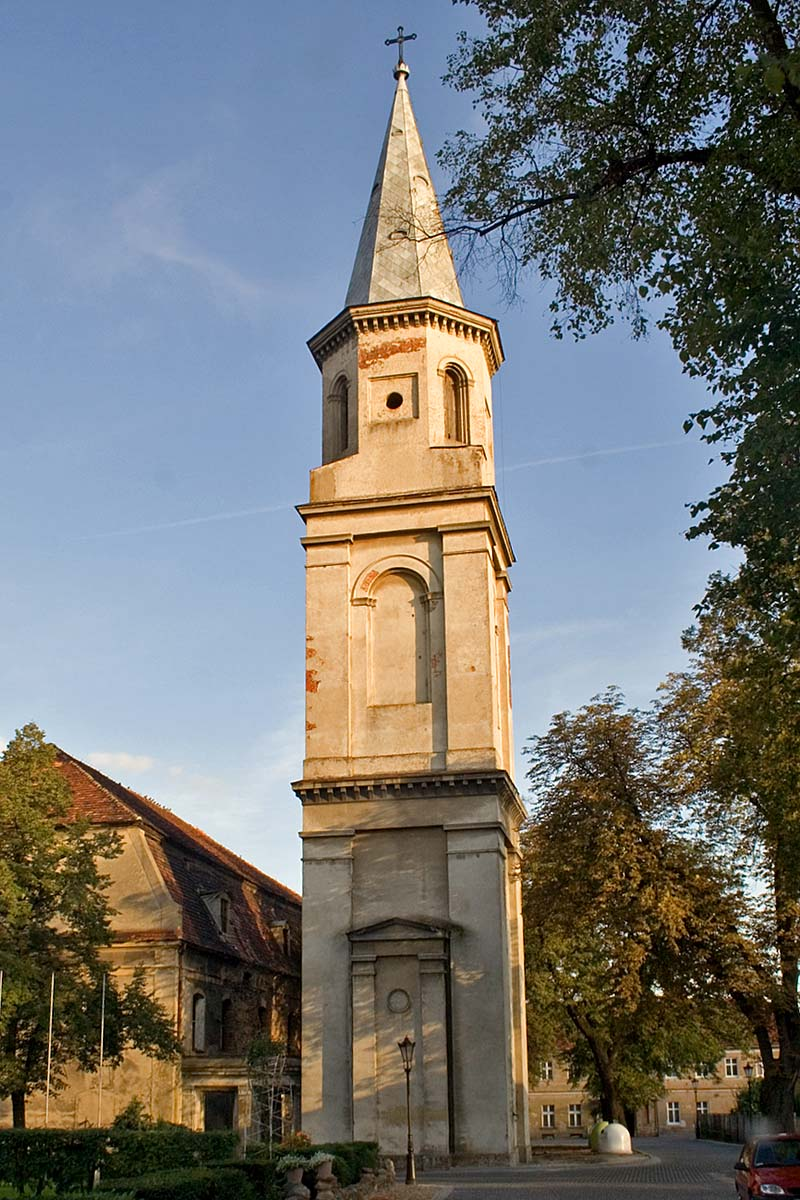
Były kościół protestancki

Do wojewódzkiego rejestru zabytków wpisane są:
- miasto, z połowy XIII wieku
- kościół parafialny pod wezwaniem świętego Hieronima, gotycki z XIV-XVII wieku, przebudowany w XVIII wieku
- kościół ewangelicki z XVIII wieku. Wybudowany w latach 1741–1746 z wykorzystaniem murów dawnego późnorenesansowego protestanckiego gimnazjum Schönacha. Salowy, murowany z cegły, wewnątrz otoczony dwupiętrowymi, drewnianymi emporami. Obok kościoła neogotycka wieża dobudowana w 1846 roku. Obecnie pusty, nieużywany. W 2006 roku zakupiony został przez Fundację Archeologiczną z Zielonej Góry. Do roku 2012 zaplanowano ukończenie renowacji budynku i utworzenie w nim Archiwum Archeologicznego, ul. Kościelna
- remiza straży pożarnej, pl. Szpitalny, ul. Kopernika, z 1764 roku, w XIX wieku
- plebania, z połowy XIX wieku
- ratusz, późnorenesansowy z XVII w. został wybudowany w latach 1602–1609 w zachodniej pierzei rynku, na dwóch połączonych, średniowiecznych działkach
- dom, ul. Cmentarna 20, z XVIII wieku
- domy, ul. Dworcowa 2, 20, 27, 28, 29, z XVIII wieku, XIX/XX wieku
- domy mieszczańskie z XVIII i XIX wieku przy ul. Głogowskiej:
  - domy, ul. Głogowska 30, 31, 33, 38, z XVIII wieku
  - wille z ogrodami, ul. Głogowska 18, 23, z połowy XIX wieku, z 1920 roku
- „Dom Napoleona”, ul. Górna 1, z XVIII wieku
- dom, ul. Kopernika 12, z 1869 roku
- domy, ul. Kościelna 7, 9, z XVIII wieku
- domy, ul. Kożuchowska 13 (d.25), 26, 27, 28, 29/30, z XVII wieku, z XVIII wieku
- domy, ul. Krzywoustego 6, 9, 26, z XVIII wieku
- komora celna, ul. Mostowa 1, 1935 roku
- domy, ul. Nadbrzeżna 2, 5, 5a, 8, 9, z XVIII wieku, z XIX wieku
- domy, ul. Nowe Miasto 3, 9, 17, 23, 28, z XVIII wieku
- odrestaurowany zespół architektoniczny zabytkowej starówki - późnorenesansowe, barokowe, klasycystyczne i eklektyczne kamieniczki wokół Rynku:
  - domy, Rynek 2, 3 - nie istnieje, 4, 5, 6, 8, 9, 9a, 10, 11, 12, 13/14, 18, 19, 20, 21, 22, 23, 24, 25, 26, 27, z XVII wieku, z XVIII wieku/XIX wieku
- hotel „Pod Złotym Lwem”, Rynek 15/16, z 1711 roku
- budynek gospodarczy, ul. Szeroka 8, z XVIII wieku
- domy, ul. Szewska 4, 8, 15, 19, z XVIII wieku
- domy, ul. Szpitalna 6, 7, 10, 12, z XVIII wieku
- domy, ul. Wąska 1, 2, 3, 5, 7, z XVIII wieku
- domy, ul. Widok 1, 2, z XVIII wieku
- willa, ul. Żeromskiego 1, z 1908 roku

inne zabytki:
- pięć kamiennych, prawdopodobnie średniowiecznych, krzyży, wmurowanych w wieżę  kościoła św. Hieronima; wiek krzyży oraz ich pochodzenie są nieznane, jedna z  hipotez uznająca je za tzw. krzyże pokutne nie ma oparcia w żadnych dowodach i oparta jest wyłącznie na nieuprawnionym, błędnym założeniu, że wszystkie stare kamienne monolitowe krzyże, są krzyżami pokutnymi
- fontanna kolumnowa z końca XIX w.
- barokowa tablica pamiątkowa z napisem dotyczącym zniszczeń dokonanych w trakcie przejazdu lisowczyków 6 grudnia 1620 roku. Umiejscowiona na fasadzie budynku dawnej apteki w rynku.
- pozostałości fosy miejskiej.

## Związki wyznaniowe
Na terenie miasta działalność duszpasterską prowadzą następujące związki wyznaniowe:

### Kościół Rzymskokatolicki
- Parafia św. Hieronima w Bytomiu Odrzańskim

### Kościół Zielonoświątkowy
- Zbór Kościoła Zielonoświątkowego „Świętego Ducha” w Bytomiu Odrzańskim

## Ludzie urodzeni w Bytomiu Odrzańskim
- George August Kunowski(inne języki) (ur. 25. czerwca 1757 r.; zm. † 21. stycznia 1838 w Swidnicy, przez 42 lata Pastor Primarius przy Kościele Pokoju w Swidnicy)
- Jochen Klepper(inne języki) – niemiecki pisarz, poeta, dziennikarz ur. 22. marca 1902 r. zm. 11.grudnia 1942

## Transport
- port rzeczny

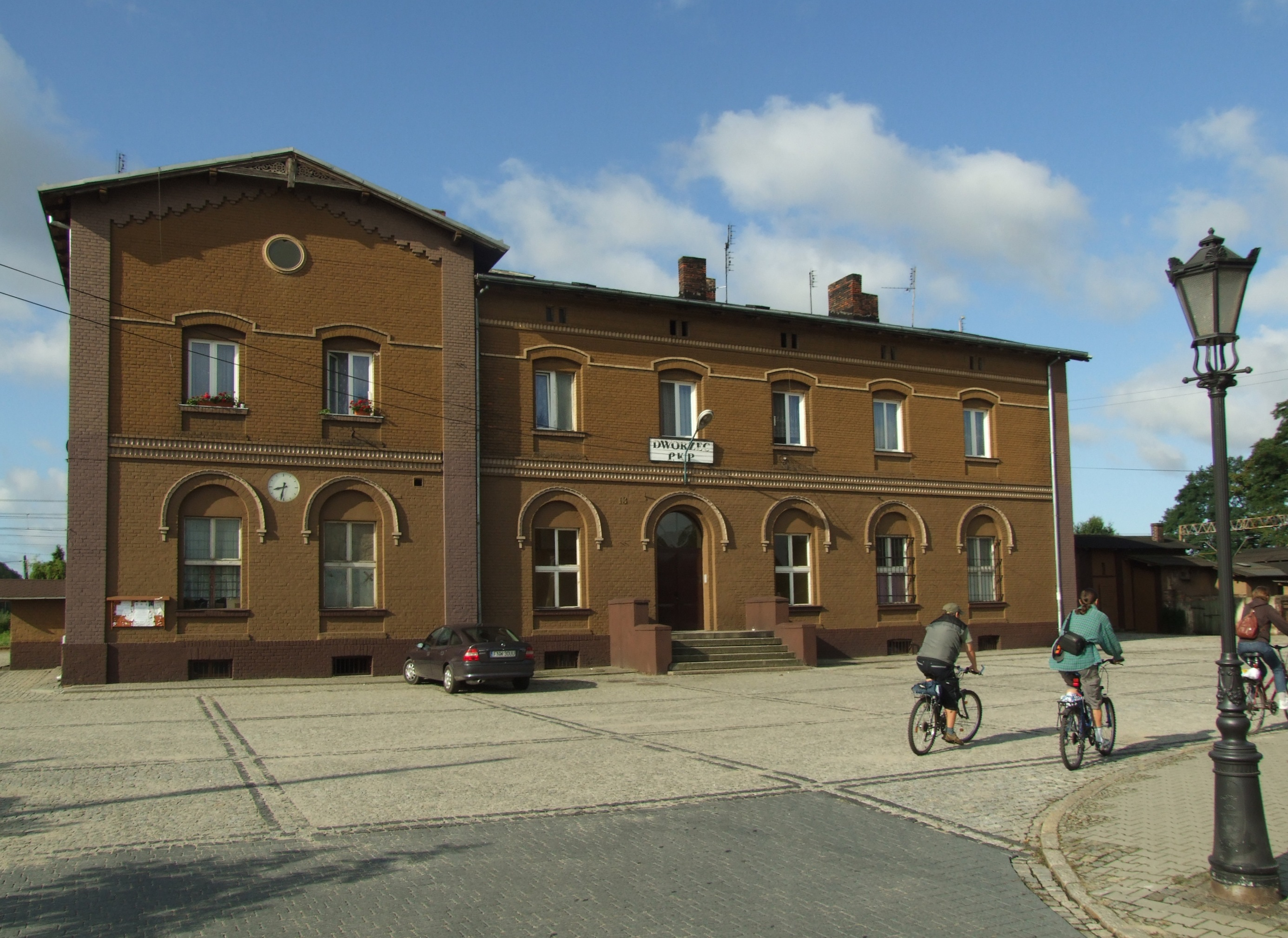
Stacja Bytom Odrzański

- linia kolejowa nr 273 Wrocław Główny - Szczecin Główny (została doprowadzona do Bytomia już w 1871 roku i funkcjonuje do dziś jako tzw. magistrala nadodrzańska). Miasto ma bezpośrednie połączenie m.in. z Przemyślem, Krakowem, Wrocławiem, Rzepinem.
- w mieście krzyżują się drogi wojewódzkie:
  - nr 292: Nowa Sól - Bytom Odrzański - Głogów
  - nr 293: Bytom Odrzański - Nowe Miasteczko
  - nr 326: Bytom Odrzański - Siedlisko[15] jest nieprzejezdna - możliwość transportu łodzią na wschodni brzeg Odry dla pieszych i rowerzystów istniała do 2018 roku[16].
- Najbliższe mosty przez Odrę znajdują się w Nowej Soli i Głogowie[17].

## Demografia

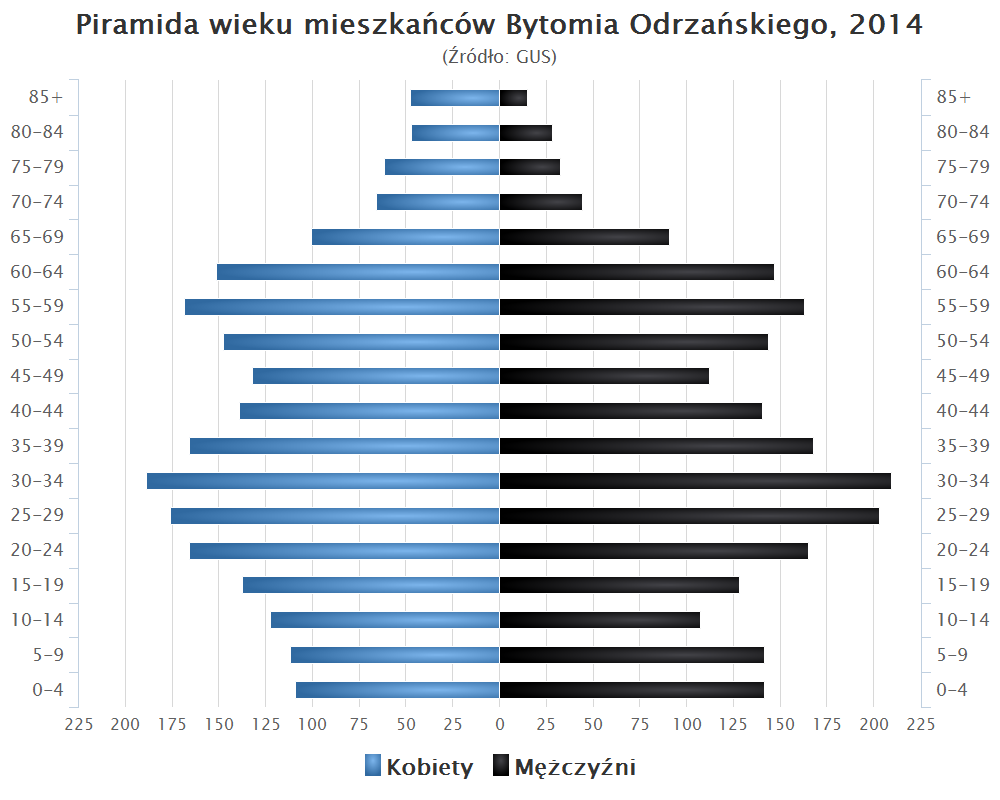
Piramida wieku mieszkańców Bytomia Odrzańskiego w 2014 roku

| Rok  | Liczba ludności |
| ---- | --------------- |
| 1787 | 2261            |
| 1825 | 2557            |
| 1905 | 3033            |
| 1939 | 3176            |
| 1961 | 2457            |
| 1970 | 3049            |
| 2004 | 3365            |
| 2010 | 4480            |

## Sport
Od 1947 roku w Bytomiu Odrzańskim działa klub piłkarski Miejski Klub Sportowy „Odra” Bytom Odrzański, który występuje w 4  Lidze Lubuskiej. Zespół domowe mecze rozgrywa na Stadionie Gminnym w Bytomiu Odrzańskim. W lipcu 2022 roku klub ogłosił zdobycie nowego sponsora i zmianę nazwy na "ODRA Skrzynie ZAJĄC Bytom Odrzański". Dzięki doświadczonym, byłym zawodnikom sportów walki, także te dyscypliny cieszą się w mieście popularnością.